# Stazione di Wakabadai
La stazione di Wakabadai  (若葉台駅?, Wakabadai-eki) è una stazione ferroviaria situata nel quartiere di Asao-ku della città di Kawasaki, nella prefettura di Kanagawa in Giappone. La stazione è servita dalla linea Keiō Sagamihara della Keiō Corporation.

## Linee
Keiō Corporation
● Linea Keiō Sagamihara

## Struttura
Per via della conformazione collinare circostante, la stazione si trova parzialmente su viadotto e in parte in superficie. Conta quattro binari passanti con due marciapiedi a isola, collegati al mezzanino sottostante da scale fisse, mobili e ascensori. Alcuni binari si diramano dalla stazione per dirigersi al centro di manutenzione Keiō situato in uno scalo nelle vicinanze.
| 1-2 | ● Linea Keiō Sagamihara | per Keiō-Nagayama, Keiō-Tama-Center e Hashimoto                                        |
| 3-4 | ● Linea Keiō Sagamihara | per Chōfu, Meidaimae, Sasazuka, Shinjuku e linea Shinjuku della metropolitana di Tokyo |

## Stazioni adiacenti
| «                     | Servizio                   | »                     |
| Linea Keiō Sagamihara | Linea Keiō Sagamihara      | Linea Keiō Sagamihara |
| --------------------- | -------------------------- | --------------------- |
| Inagi                 | Locale Rapido Semiespresso | Keiō-Nagayama         |
| Transito              | Espresso Espresso Limitato | Transito              |